# 许彦伯
許彥伯，中國唐朝官员，祖籍高阳郡新城县，祖父許敬宗，父親许昂，弟弟是曾任右屯衛將軍、蘇州刺史的許韶伯。
他起家著作郎，而許敬宗晚年的文書大多都是由許彥伯代作。因納婢妾讒言而奏，被流放於嶺南，後來遇到赦免，才能回來。曾擔任太子舍人，很早就過世了，有集十卷。他有一個兒子叫许望。